# Mr. October
«Mr. October» es el segundo episodio de la serie de televisión de horror y ciencia ficción estadounidense Alien: Earth. La primera serie de televisión de la franquicia Alien. El episodio fue escrito por el creador de la serie Noah Hawley y dirigido por el productor ejecutivo Dana Gonzales. Se emitió originalmente en FX el 12 de agosto de 2025, y también se estrenó el mismo día en FX on Hulu.
Ambientada en el año 2120, dos años antes de los acontecimientos de la película original de 1979 Alien: el octavo pasajero. La serie se centra en la nave espacial «Maginot», que se estrella en la Tierra, donde una joven y un grupo heterogéneo de soldados tácticos hacen un descubrimiento que los enfrenta a la mayor amenaza del planeta. En el episodio, Wendy y los niños perdidos se adentran en la nave y la torre para rescatar a Hermit, quien debe evadir al xenomorfo suelto en la zona.
Según Nielsen Media Research, el episodio fue visto por 0.380 millones de telespectadores y obtuvo una cuota de audiencia de 0.07 entre los adultos de 18 a 49 años. El episodio recibió críticas muy positivas por parte de los críticos, con grandes elogios hacia el diseño de producción y las escenas con xenomorfos.

## Argumento
Joe y su equipo continúan explorando la nave y finalmente llegan a una torre adyacente que ha sido afectada por el choque. Un xenomorfo persigue a Joe, lo que le obliga a separarse de sus compañeros. Huyendo de la criatura, se esconde en un ascensor, pero no puede transmitir una señal de emergencia.
Boy le dice a su compañera, Dame Sylvia, que creó el proyecto Hybrid para competir con la inteligencia artificial y que le ha concedido a Wendy habilidades adicionales, ya que desea crear una persona más inteligente que él. Weyland-Yutani se pone en contacto con él para que proteja el contenido exclusivo del Maginot, pero él se niega y advierte que cualquier incursión en su territorio se considerará un acto hostil. Wendy, Kirsh y los niños perdidos llegan al lugar del accidente y entran por la fuerza en la nave y la torre. Al inspeccionar el laboratorio, Tootles, Smee, Nibs y Curly descubren las criaturas parecidas a sanguijuelas del episodio anterior, así como un pequeño espécimen parecido a un pulpo, al que apenas pueden contener.
Joe se abre paso por la torre y se reencuentra con uno de sus soldados. Intentan advertir a los residentes sobre la amenaza, pero estos se niegan a abandonar el lugar. El xenomorfo mata al soldado y a muchos residentes, mientras Joe recupera un arma. El xenomorfo lo domina, pero Morrow lo electrocuta con una pistola eléctrica, y luego electrocuta también a Joe antes de llevarse a la criatura inconsciente. Los soldados detienen a Morrow y lo esposan, pero posteriormente son asesinados por el xenomorfo despertado, que perdona la vida a Morrow antes de huir.
Wendy y Slightly exploran la torre y finalmente encuentran a Joe. Mientras regresan a la nave, Slightly le revela a Joe la verdadera identidad de Wendy. Él se sorprende, pero también se siente aliviado al reunirse con su hermana. Los tres se encuentran con varios huevos de xenomorfo y Kirsh les ordena que los contengan hasta que llegue un equipo de materiales peligrosos. Accidentalmente activan una alarma, lo que alerta al xenomorfo. Este se lleva a Joe, y Wendy deja a Slightly a cargo de vigilar mientras ella se marcha para salvar a su hermano.

## Producción

### Desarrollo
En julio de 2025, FX anunció que el segundo episodio de la temporada se titularía «Mr. October» y que estaría escrito por el creador de la serie, Noah Hawley, y dirigido por el productor ejecutivo Dana Gonzales.

## Recepción

### Audiencia
En su emisión original en Estados Unidos, «Mr. October» fue visto por 0.380 millones de telespectadores, con un 0.07 en la franja demográfica 18-49. Esto supuso un descenso del 36 % en la audiencia con respecto al episodio anterior, que fue visto por aproximadamente 0.589 millones de hogares con un 0.11 en el grupo demográfico de 18 a 49 años.

### Respuesta de la crítica
«Mr. October» recibió críticas positivas por parte de los críticos. Clint Gage de «IGN», escribió: «Se ha escrito mucho sobre cómo encaja esto en la franquicia y qué partes del canon se están teniendo en cuenta. Pero esta secuencia inicial está elaborada de tal manera que Hawley y su equipo están diciendo "sí" a todo ello. Hay un escenario familiar, en una línea temporal familiar, pero están haciendo cosas nuevas dentro de esa estructura».
Matt Schimkowitz de The A.V. Club, le dio al estreno de dos episodios una «B-» y escribió: «El director de "Mr. October", Dana Gonzales, no es el primero en tener dificultades para conseguir que el monstruo dé miedo después de 1979. Aun así, es un problema recurrente en el episodio, que carece de tensión a pesar de la presencia predominante de monstruos acechando el edificio».
Alan Sepinwall de Rolling Stone escribió: «Hermit se reencuentra con Wendy —o, como él la conoce, Marcy— al final de "Mr. October", pero el reencuentro no dura mucho, ya que el Xenomorfo irrumpe y se lleva a Hermit, y Wendy decide saltar a los escombros del edificio para salvar a su hermano. ¿Lo conseguirá? Una vez más, se trata de una serie de televisión en curso en la que ella es la protagonista, por lo que no se repetirá la conmoción que supuso la muerte de Dallas a mitad de la primera película, cuando en un momento dado parecía ser el protagonista. Pero este es un comienzo bastante emocionante para el nuevo capítulo de Hawley en esta vieja historia».
Noel Murray de Vulture le dio al episodio una calificación de 4 estrellas sobre 5 y escribió: «En general, "Mr. October" no es un episodio tan satisfactorio como "Neverland", aunque solo sea porque el estreno de la serie estaba repleto de personajes e ideas, mientras que este episodio parece más una continuación de las escenas de acción y terror con las que terminó el primer episodio. Este capítulo no cuenta una historia propia ni presenta nada nuevo y emocionante. Dicho esto, esas escenas de acción y terror son agradablemente repugnantes». Shawn Van Horn de Collider, le dio al episodio una puntuación de 8 sobre 10 y escribió: «Wendy le dice a Slightly que se quede con los huevos mientras ella corre tras Joe. Acaba de recuperar a su hermano y no está dispuesta a perderlo».
Eric Francisco de Esquire, escribió: «No estoy seguro de qué tipo de actividades bizarras al estilo de «Eyes Wide Shut» se estaban llevando a cabo allí, pero el Xenomorfo acumula unas veinte muertes en cuestión de segundos. El episodio 2 es básicamente un vídeo promocional del alienígena, y es lo mejor que ha dado esta franquicia en mucho tiempo». Johnny Loftus de Decider, escribió: «Con el episodio 2, y el buque de investigación de Weyland-Yutani cayendo del cielo y aterrizando en una ciudad propiedad de Prodigy, su competidor corporativo, la preciada carga espacial de W-T ahora se encuentra suelta en el lugar del accidente y ya está provocando sustos directos al estilo de la franquicia Alien, con criaturas que llenan cavidades corporales y se adhieren a los rostros».
Sean T. Collins de The New York Times, escribió: «Nada de esto quiere decir que la serie resulte poco original. ¿Es producto de sus influencias? Por supuesto, se trata de una franquicia cinematográfica. Pero los homenajes de Hawley son precisos como un láser. Y utilizan técnicas que rara vez se ven en la televisión de gran presupuesto, como los lentos zooms del cine de los años 70. Hawley también aporta su propia inclinación por el montaje onírico, añadiendo un ingrediente estético nuevo al escenario». Paul Dailly de TV Fanatic, le dio al episodio una calificación perfecta de 5 estrellas sobre 5 y escribió: «Si los próximos seis episodios logran mantener este nivel de suspenso, personajes bien definidos y maldad corporativa, Alien: Earth no solo será una buena serie derivada. Podría ser lo mejor que le haya pasado a la franquicia».